# Pamela Aguirre
Pamela Alejandra Aguirre Zambonino (Quito, 22 de diciembre de 1984) es una abogada y política ecuatoriana. Fue asambleísta nacional, entre 2021 y 2023.

## Trayectoria
Desde mayo del 2017, se desempeñó como Parlamentaria Andina, cargo al que llegó por elección popular con 2.669.238 votos a nivel nacional.
Fue presidenta de la Comisión de la Mujer y Equidad de Género del Parlamento Andino y es miembro de la Comisión Segunda de Educación, Cultura, Ciencia, Tecnologías de la Información y la Comunicación del Parlamento Andino. Durante su primer año presidió ambas comisiones.
También fue miembro de la Asamblea Parlamentaria Europea-latinoamericana (EuroLat), espacio en el cual participó en el Foro de la Mujer, el Encuentro con la Sociedad Civil y la Comisión de Desarrollo Sostenible, Medio Ambiente, Política Energética, Investigación, Innovación y Tecnología.
Fue galardonada como una de las 100 profesionales políticas más influyentes del año 2017, en el marco de la entrega de los premios Napolitan Awards.
Es abogada por la Universidad Católica del Ecuador, Máster en "Asesoría de Imagen y Consultoría Política" y Especialista en "Gestión de Gobierno y Campañas Electorales" por la Universidad Camilo José Cela de España. También cursó estudios de periodismo en la Universidad de las Américas (Ecuador) y el programa internacional en Consultoría Política y Gestión de Gobierno de la Universidad San Francisco de Quito.

## Biografía
Su infancia la vivió en la ciudad de Ibarra, provincia de Imbabura, de donde es originaria. A su regreso a Ecuador inició sus estudios de Jurisprudencia en la Pontificia Universidad Católica del Ecuador y obtuvo el título de Licenciada en Ciencias Jurídicas y Abogada.
En el año 2006, ingresó a la Universidad de las Américas para estudiar periodismo y accedió a una beca de excelencia académica. Fue conductora del programa de radio La Hora Cero y columnista invitada de Diario La Verdad, Imbabura. Cursó el programa internacional en Consultoría Política y Gestión de Gobierno de la Universidad San Francisco de Quito. 
Cuenta con una Especialización en Gestión de Gobierno y Campañas Electorales, así como un Máster en Asesoría de Imagen y Consultoría Política por la Universidad Camilo José Cela.   

### Vida política
En el 2016, fue vocera nacional del colectivo "Rafael Contigo Siempre", mismo que recolectó 1.2 millones de firmas para pedir que se haga un referéndum y se permita la reelección del expresidente ecuatoriano, Rafael Correa. Si bien cumplieron con su objetivo, el colectivo desistió de su iniciativa por petición del propio Correa, quien declinó una posible candidatura. En agosto de 2017, Aguirre fue galardonada dentro de los 100 profesionales políticos más influyentes, en el marco de la entrega de los premios Napolitan Awards 2017. Desde mayo de 2018, integra la plataforma interamericana de Mujeres Líderes en Educación Superior.

### Parlamento Andino
Pamela Aguirre fue candidata al Parlamento Andino durante las Elecciones Nacionales del 2017. Obtuvo un total de 2,669,238 votos a nivel nacional.
Ha enfocado su gestión en los cuatro ejes de trabajo que propuso en campaña, entre ellos, el fomento al turismo a través de la recuperación del Qhapaq Ñan o Camino del Inca y su declaración como Patrimonio Cultural de la Comunidad Andina, así como, declarar al Geoparque Imbabura y a  San Antonio de Ibarra-Ecuador. como referentes culturales inmateriales de la Región Andina. Además, se ha comprometido con el fortalecimiento al comercio y el impulso de la educación, ciencia y tecnología, para lo cual ha aportado a la construcción del Marco Normativo para Acreditación Universitaria, que apunta a la convalidación de títulos entre los países miembros de la región andina. Asimismo, ha impulsado un Pacto Ético contra los Paraísos Fiscales a fin de combatir la evasión de impuestos.

### Asambleísta nacional por la provincia de Imbabura
En las elecciones legislativas de 2021, participó como candidata a la Asamblea Nacional por la provincia de Imbabura.
En las elecciones legislativas de 2023, participó como candidata a la Asamblea Nacional por la provincia de Imbabura. Obtuvo un total de votos en dicha provincia.